# Warlito Cajandig
Warlito Itucas Cajandig (ur. 31 stycznia 1944 w Dumarao) – filipiński duchowny rzymskokatolicki, w latach 1989–2022 wikariusz apostolski Calapan.

## Życiorys
7 listopada 2022 papież Franciszek zwolnił go ze względów zdrowotnych z funkcji wikariusza apostolskiego Calapan.